# Enéas Marques
Enéas Marques là một đô thị thuộc bang Paraná, Brasil. Đô thị này có diện tích 191,998 km², dân số năm 2007 là 6100 người, mật độ 29,1 người/km².